# Chromis weberi
Chromis weberi är en fiskart som beskrevs av Fowler och Bean 1928. Chromis weberi ingår i släktet Chromis och familjen Pomacentridae. Inga underarter finns listade i Catalogue of Life.